# HD 171034
HD 171034(Louna202)，又名CD-3313338，SAO 210312、HR 6960，是一颗恒星，视星等为5.28，位于銀經1.35，銀緯-11.05，其B1900.0坐标为赤經18h 27m 24.1s，赤緯-33° -11.05′ 26″。